# 愛宕山 (東京都港区)
| 愛宕神社 (東京都港区)と出世の石段 |  | 愛宕神社 (東京都港区)と出世の石段 |
| 愛宕神社 (東京都港区)と出世の石段 |  |                                   |

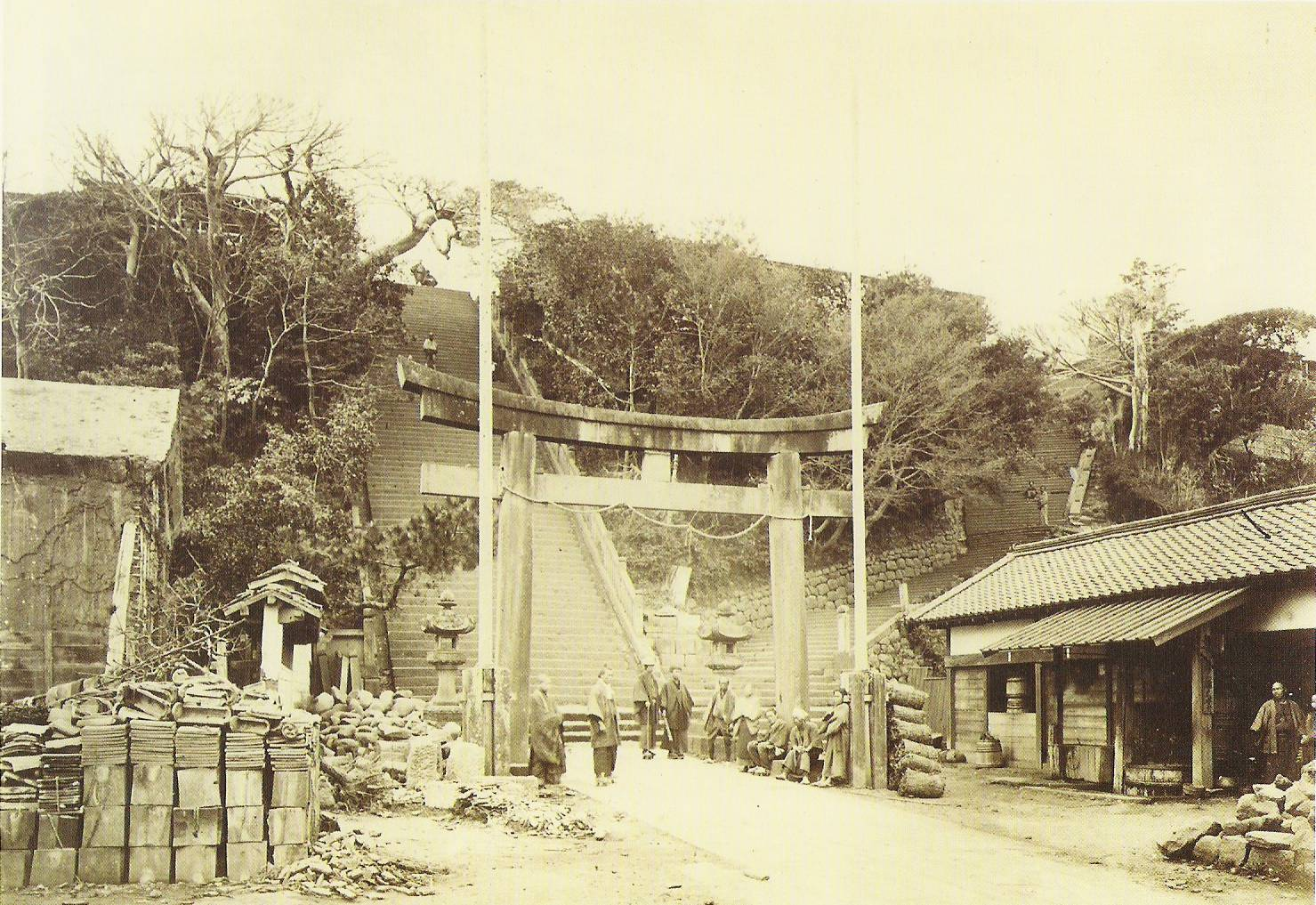
明治の頃の男坂と女坂

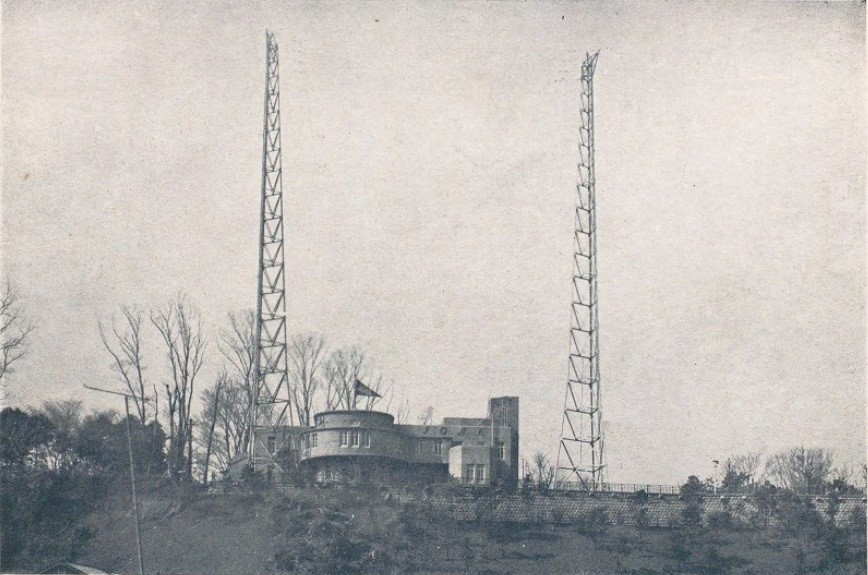
愛宕山の東京放送局。昭和初期

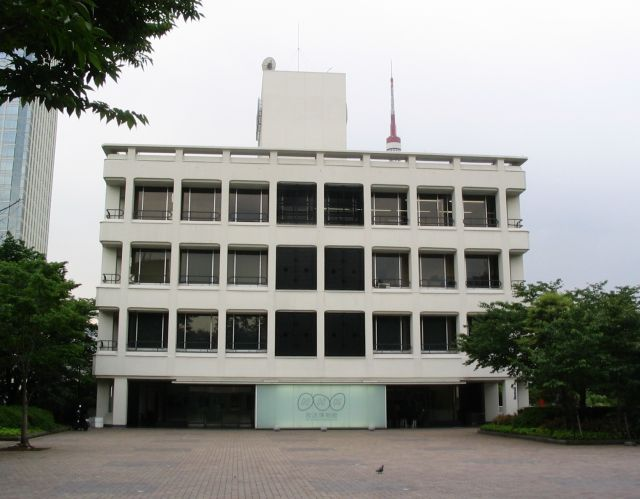
NHK放送博物館

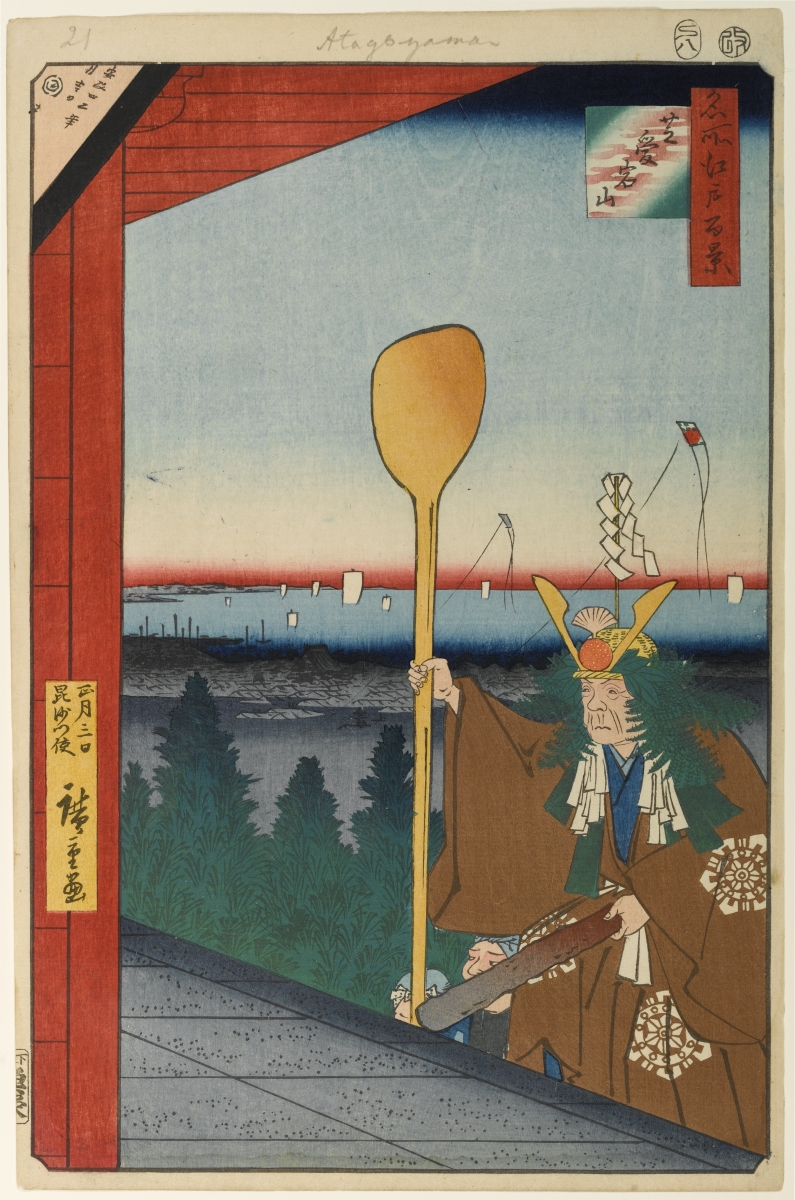
歌川広重の「芝愛宕山」。1857年。正月に行われる「強飯式」と愛宕山からの眺望を描いたもの。正月飾りの橙、昆布、御幣のついたザルを被った「毘沙門の使い」が手に棍棒としゃもじを持って門をくぐるところ。

愛宕山（あたごやま）は、東京都港区愛宕にある、武蔵野台地末端の小丘。天然の山としては東京23区の最高峰である。一帯の愛宕神社境内には、三等三角点があり、25.7mの標高が記録されている。
山には愛宕神社が鎮座しており、同社はこの山が桜田山と称されていた江戸初期に徳川家康の命で創建された。

## 歴史
愛宕山は自然形成によって成立したものであると地質学的に立証されているが、周辺の低地との兼ね合いから、形成のメカニズムははっきりしていない。
慶長8年（1603年）に徳川家康によって愛宕権現が勧請され、愛宕神社さらに愛宕山は江戸を護る信仰の地となった。愛宕権現は防火だけでなく「天下取りの神」、「勝利の神」としても知られ、各藩の者たちは地元へ祭神の分霊を持ち帰り各地で愛宕神社を祀った。桜田門外の変で井伊直弼を襲った水戸藩の浪士達も、ここで成功を祈願してから江戸城へ向かったとされる。
江戸時代には抜群の展望地で、お台場や房総半島までも望むことができた。『鉄道唱歌』の第1番にも「愛宕の山」と歌われている。
1886年（明治19年）には山頂に公園が開かれ、園内には西洋建築の貸席の「愛宕館」や附属の展望塔「愛宕塔」が建てられた。
関東大震災の後、愛宕館跡地には東京放送局（現･NHK放送博物館）が建設された。NHKの前身の一つである社団法人東京放送局（JOAK）は、この愛宕山に放送局を置き、1925年（大正14年）7月の本放送から1938年（昭和13年）のNHK東京放送会館への移行まで、ここから発信された。
太平洋戦争敗戦直後の1945年8月17日、降伏に反対する「尊攘同志会」の会員らが山に篭城、全国に決起を呼びかけたが失敗に終わった（愛宕山事件）。
同年8月22日、尊攘同志会員ら12人は集団自殺した。うち10人が死亡。
1950年（昭和25年）2月1日からVHF3chでNHKテレビの試験放送電波を送信開始。1952年12月5日にサービス放送を開始。1953年2月1日に本放送が開始され、1958年12月23日までNHK東京テレビの送信所として使われた。
現在は周囲に高層ビルが林立したため、かつてのような見晴らしはなくなったが、大木などによる緑の豊かさは変わらない。歴史ある曹洞宗青松寺・愛宕神社・NHK放送博物館と、それらを取り囲む超高層ビル群（例えば青松寺を挟んで建つ愛宕グリーンヒルズツインタワーや、虎ノ門・神谷町・霞が関や汐留などのビル群）が同時に存在する、現在の東京を象徴する風景を見せている。
愛宕山神社と放送博物館の中間地点にある愛宕山トンネルは、愛宕山東西の交通緩和のために1930年（昭和5年）に完成したトンネルで、東京23区内唯一の山岳トンネルとされる。トンネル東側の伝叟院付近に愛宕山エレベーターがあり、山頂（NHK放送博物館付近）まで楽に行くことができる。

## 出世の石段
愛宕山には、男坂、女坂、新坂などの登頂のルートがあるが、特に愛宕神社正面の86段の石段からなる男坂は「出世の石段」と呼ばれている。これは、江戸時代の1634年2月25日（寛永11年1月28日）、徳川秀忠の三回忌として増上寺参拝の帰り、徳川家光が山上にある梅が咲いているのを見て、「梅の枝を馬で取ってくる者はいないか」と言ったところ、讃岐丸亀藩の家臣（曲垣平九郎）が見事馬で石段を駆け上がって枝を取ってくることに成功し、その者は馬術の名人として全国にその名を轟かせた、という逸話から来ている（講談や浪曲の定番、「寛永三馬術」で今も伝わる）。
以降、出世の石段を馬で登った成功例は今までに3例存在する。1例目は仙台藩で馬術指南役を務め、廃藩後曲馬師をしていた石川清馬で、師の四戸三平が挑み、果たせなかった出世の石段登頂を1882年に自らが成功させ、これにより石川家は徳川慶喜より葵の紋の使用を許された。
2例目は参謀本部馬丁の岩木利夫で、1925年11月8日、愛馬平形の引退記念として挑戦し、観衆が見守る中成功させた。上りは1分ほどで駆け上がったが、下りは45分を要した。この模様は山頂の東京放送局によって中継され（日本初の生中継とされる）、昭和天皇の耳にも入り、結局平形は陸軍騎兵学校の将校用乗馬として使われ続けることとなった。
3例目は馬術のスタントマン、渡辺隆馬である。1982年、日本テレビの特別番組『史実に挑戦』において、安全網や命綱、保護帽などの安全策を施した上で32秒で登頂した。